# Bad Essen
Bad Essen là một đô thị nghỉ dưỡng thuộc huyện Osnabrück, bang Niedersachsen. Bad Essen và trung tâm lịch sử của nó nằm trên con đường cảnh quan Đức.
Thị xã Bad Essen nằm trên đồng bằng Bắc Đức, vì đây là nơi chuyển tiếp của dãy núi thấp và đông bằng.

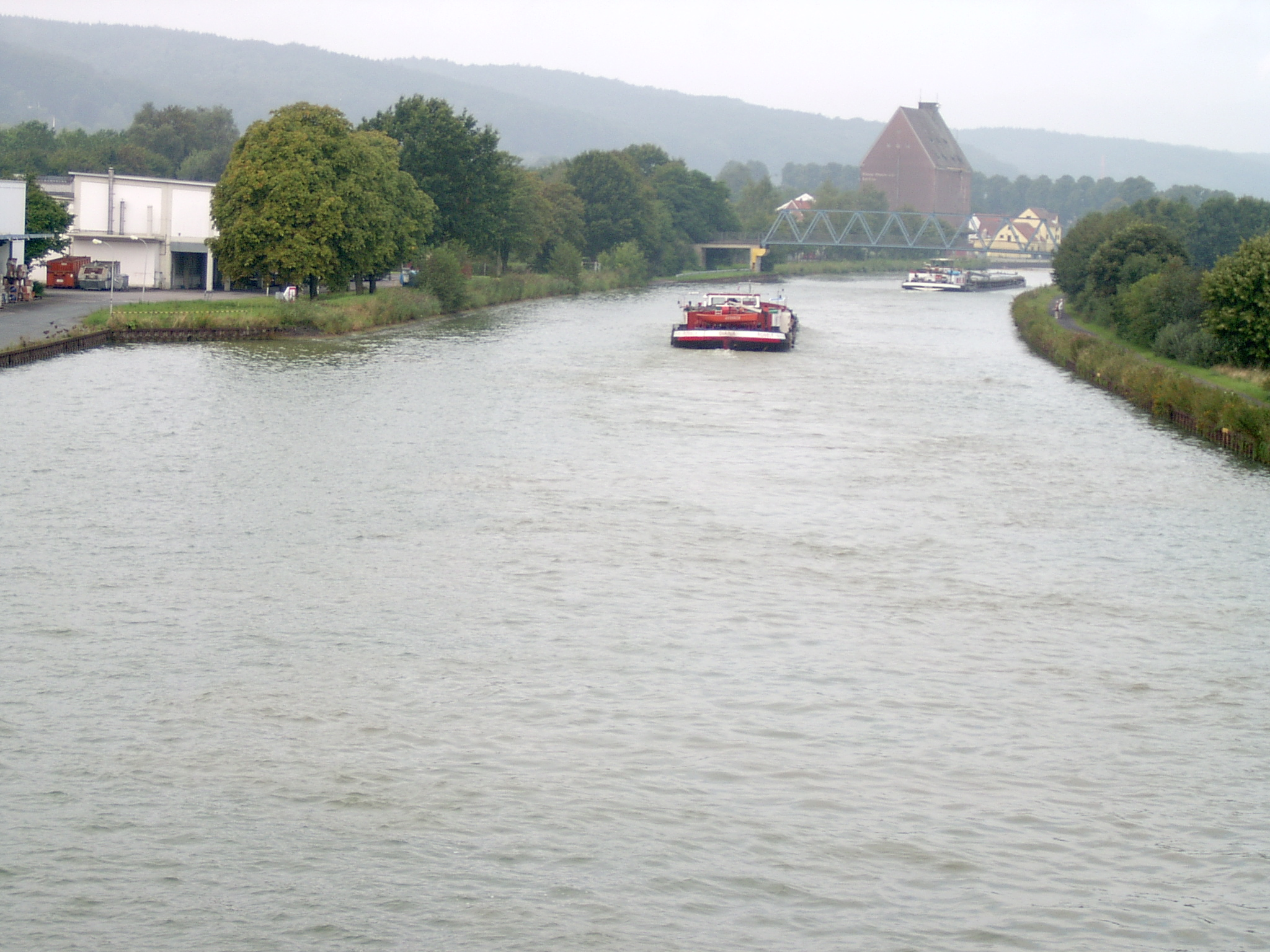
kênh đào Midland ở Bad Essen